# Ritratto virile (Ambrogio de Predis)
Il Ritratto virile è un dipinto a olio su tavola (60x45 cm) di Giovanni Ambrogio de Predis, databile al 1490-1510 circa e conservato nella Galleria degli Uffizi a Firenze.

## Storia e descrizione
L'opera si trovava alla Galleria Palatina, dubitativamente attribuita al Dürer, quando venne trasferita agli Uffizi nel 1861. Fu Morelli, dopo alcune ipotesi scartate, a riferirla per la prima volta al De Predis, collaboratore diretto di Leonardo a Milano.
Su uno sfondo scuro un ricco notabile è rappresentato di profilo rivolto a sinistra e un po' impettito. Porta una berretta nera e i capelli a caschetto, tipici della moda alla corte degli Sforza. Il vestito è ricco e intessuto di ricami dorati, con una precisa attenzione del pittore alla descrizione dei dettagli, derivata dalla sua formazione come miniatore.